# Elgeta
Elgeta è un comune spagnolo di 974 abitanti situato nella comunità autonoma dei Paesi Baschi.